# Kajetan Duszyński
Kajetan Duszyński (né le 12 mai 1995 à Siemianowice Śląskie) est un athlète polonais, spécialiste du 400 mètres.

## Biographie
Médaillé d'argent du relais 4 × 400 m aux Championnats d'Europe espoirs d'athlétisme 2015 et 2017, il se classe 7e de cette même épreuve lors des championnats du monde 2017.
En 2021, lors des Jeux olympiques de 2020 à Tokyo, il remporte l'épreuve inaugurale du relais 4 × 400 mètres mixte en s'imposant en finale en compagnie de Karol Zalewski, Natalia Kaczmarek et Justyna Święty-Ersetic.
Lors du meeting de Berne il établit un record personnel de 44 s 92, ce qui fait de lui le 2e meilleur performeur européen de l'année, derrière Liemarvin Bonevacia.

## Palmarès
| Date | Compétition           | Lieu   | Résultat | Épreuve         | Temps         |
| ---- | --------------------- | ------ | -------- | --------------- | ------------- |
| 2021 | Jeux olympiques       | Tokyo  | 1er      | 4 × 400 m mixte | 3 min 9 s 87  |
| 2022 | Championnats du monde | Eugene | 4e       | 4 x 400 mixte   | 3 min 12 s 31 |

## Records
| Épreuve | Marque  | Lieu  | Date         |
| ------- | ------- | ----- | ------------ |
| 400 m   | 44 s 92 | Berne | 21 août 2021 |